# Domínio público internacional
O domínio público internacional costuma ser definido como o conjunto dos espaços cujo uso interessa a mais de um Estado e, por vezes, à sociedade internacional como um todo, mesmo que, em certos casos, tais espaços estejam sujeitos à soberania de um Estado. São pois domínio público internacional, disciplinados pelo direito internacional, dentre outros, o mar (e suas subdivisões legais), os rios internacionais, o espaço aéreo, o espaço sideral e o continente antártico. Recentemente, surgiram argumentos a favor e contra considerar-se a internet como domínio público internacional.
As principais características da relação do território com os mares está no sentido de autonomia e hegemonia sobre as águas e recursos.

## O Mar
A Convenção das Nações Unidas sobre o Direito do Mar, celebrada em Montego Bay, Jamaica, em 1982, define conceitos herdados do direito internacional costumeiro, como mar territorial, zona econômica exclusiva, plataforma continental e outros, e estabelece os princípios gerais da exploração dos recursos naturais do mar, como os recursos vivos, os do solo e os do subsolo. A Convenção também criou o Tribunal Internacional do Direito do Mar, competente para julgar as controvérsias relativas à interpretação e à aplicação daquele tratado.
A Convenção fixa o limite exterior do mar territorial em 12 milhas náuticas (22 km), definindo-o como uma zona marítima contígua ao território do Estado costeiro e sobre a qual se estende a sua soberania. Cria, ademais, uma zona contígua também com 12 milhas náuticas, dentro da qual o Estado costeiro pode exercer jurisdição com respeito a certas atividades como contrabando e imigração ilegal, e uma zona econômica exclusiva, tendo como limite externo uma linha a 200 milhas náuticas da costa e como limite interno a borda exterior do mar territorial, na qual o Estado costeiro pode exercer soberania sobre os recursos naturais na água, no leito do mar e no seu subsolo.
Segundo a Convenção, os navios estrangeiros estão sujeitos à jurisdição do Estado em cujas águas se encontrem; excetuam-se os navios militares e os de Estado, que gozam de imunidade de jurisdição. Os navios em alto-mar sujeitam-se à jurisdição do Estado cuja bandeira arvoram. Os navios estrangeiros encontrados no mar territorial gozam do chamado "direito de passagem inocente" (definida como contínua, rápida e ordeira), pelo qual o Estado costeiro deve abster-se de exercer jurisdição civil ou penal sobre tais embarcações.

## Rios internacionais

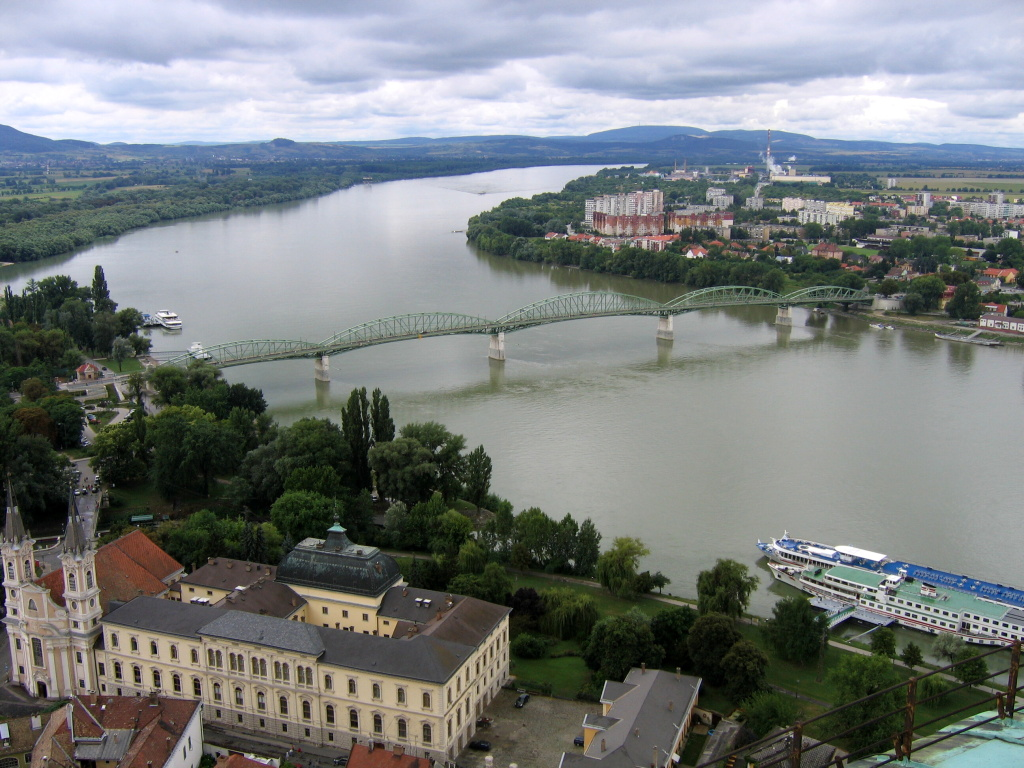
O Danúbio é um exemplo de rio internacional. Na foto, o Danúbio na altura de Esztergom (Hungria) e Štúrovo (Eslováquia).

São rios internacionais aqueles que correm em mais de um Estado, quer sejam limítrofes (isto é, formam a fronteira entre dois Estados), quer de curso sucessivo (corre no território de um Estado em seguida ao de outro). A importância da navegação fluvial somou-se aos interesses econômicos da utilização dos recursos naturais (geração de energia hidrelétrica, irrigação etc.) para criar a necessidade de disciplina internacional para tais rios, de que são exemplos o Danúbio, na Europa, e a Bacia do Prata, na América do Sul. A disciplina de tais situações é realizada por meio de entendimentos ou tratados específicos para cada situação e, por vezes, até mesmo por atos unilaterais (caso do Brasil com relação à livre navegação do rio Amazonas, posteriormente consolidada pelo Tratado de Cooperação Amazônica). Ao contrário de outras províncias do domínio público internacional, não existe até o momento uma convenção multilateral geral que regule a matéria.
O princípio básico que regula os rios internacionais é o da soberania dos Estados sobre os trechos que correm dentro de seus respectivos limites. A noção de livre navegação em tais cursos d'água, proposta por alguns doutrinadores, ainda não encontra ampla aceitação. Com relação ao aproveitamento industrial, agrícola, energético e piscatório das águas, também prevalece o princípio da soberania, embora o direito internacional ressalve que tais atividades, embora livremente empreendidas por um Estado ribeirinho dentro de seu território, não devem prejudicar igual direito de Estado vizinho também ribeirinho. Com relação à proteção ambiental, vigora o princípio de que nenhum Estado tem o direito de permitir o uso do seu território de maneira a causar danos sérios no território de outro.
A liberdade de navegação em rio internacional, quando concedida (por intermédio de tratado ou ato unilateral), não exclui o direito de o Estado ribeirinho exercer a sua jurisdição e o poder de polícia.

## Espaço aéreo

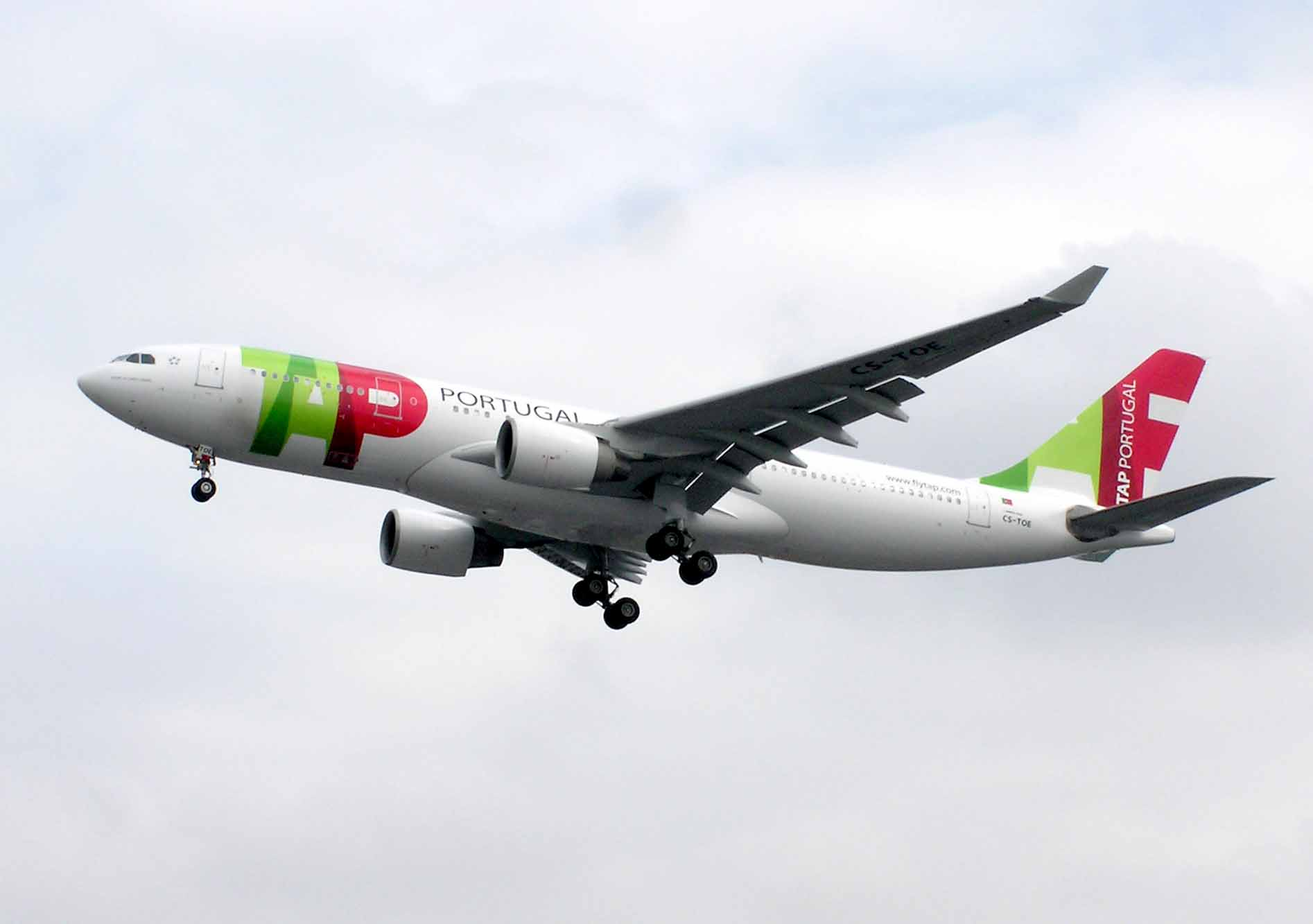
A utilização do espaço aéreo por aeronaves civis é regulada pela Convenção de Chicago. Na foto, uma aeronave da empresa aérea portuguesa TAP.

À porção da atmosfera localizada sobre o território ou mar territorial de um Estado dá-se o nome de espaço aéreo. O direito internacional reconhece a soberania exclusiva do Estado sobre o espaço aéreo sobrejacente. Tal espaço, diferentemente do mar territorial, não comporta direito de passagem inocente, razão pela qual, em princípio, uma aeronave estrangeira somente pode sobrevoar o território de determinado Estado com o consentimento deste.
A Convenção de Chicago, de 1944, e seus tratados acessórios estabeleceram os princípios e conceitos básicos da aviação civil internacional e instituíram a Organização de Aviação Civil Internacional (OACI), existente desde 1947 e com sede em Montreal. A Convenção, que se aplica somente à aviação civil, permite o sobrevoo e a escala técnica livres às aeronaves estrangeiras que não operem serviços aéreos comerciais regulares; quanto às que operem serviços regulares, dependem de autorização do Estado sobrevoado.
Na prática, cada Estado concede autorização para que empresas aéreas estrangeiras operem serviços regulares em seu território mediante tratados bilaterais (e, eventualmente, mediante autorizações unilaterais), com base nos princípios das "liberdades do ar" definidas pela Convenção.
As aeronaves estrangeiras estão sujeitas à jurisdição do Estado em cujo território ou espaço aéreo se encontrem; excetuam-se as aeronaves militares e as de Estado, que gozam de imunidade de jurisdição. Sobre alto-mar, as aeronaves sujeitam-se à jurisdição do Estado de matrícula. Para tanto, a Convenção determina regras sobre a nacionalidade das aeronaves, fixada por meio de um sistema de matrículas mantido por cada Estado; toda aeronave possui uma e apenas uma nacionalidade.

## Espaço sideral
Chamado também de espaço cósmico, espaço exterior ou espaço extra-atmosférico, o espaço sideral é singular do ponto de vista jurídico, já que faz pouco tempo que as atividades humanas naquele ambiente se tornaram realidade, exigindo da sociedade internacional o estabelecimento de regras de direito internacional que norteassem este tipo de relações internacionais.
O uso do espaço sideral é disciplinado em direito internacional primordialmente pelo Tratado sobre Princípios Reguladores das Atividades dos Estados na Exploração e Uso do Espaço Cósmico, Inclusive a Lua e Demais Corpos Celestes. Dispõe aquele tratado que os corpos celestes e o espaço sideral são patrimônio comum da humanidade e, portanto, de livre acesso e insuscetíveis de apropriação por qualquer Estado. Estabelece, ademais, o uso pacífico do espaço e corpos celestes e a proibição expressa de instalação de armas nucleares naquele ambiente.
Há um curioso debate em alguns meios sobre casos de venda, por particulares, de corpos celestes (como, por exemplo, "terrenos na Lua"). Evidentemente, a proibição de apropriação nacional do espaço exterior e dos corpos celestes (artigo II) impede a aplicação de qualquer legislação nacional que empreste validade a uma "reivindicação privada". Assim sendo, o argumento mais usado em favor destas "reivindicações privadas", o de que o tratado não as proíbe expressamente, não se sustenta, pois, se nenhum direito nacional se aplica ao espaço, não é possível constituir ali direitos privados e, em consequência, tais "vendedores" não podem vender o que não lhes pertence.
Outros tratados que regulam este campo de aplicação do direito internacional são o Acordo sobre o Salvamento de Astronautas e Restituição de Astronautas e de Objetos lançados ao Espaço Cósmico, de 1968, a Convenção sobre Responsabilidade Internacional por Danos Causados por Objetos Espaciais, de 1972, o Acordo que Regula as Atividades dos Estados na Lua e em outros Corpos Celestes, de 1979, e a Convenção Relativa ao Registro de Objetos Lançados no Espaço Cósmico, de 1974.

## Antártida

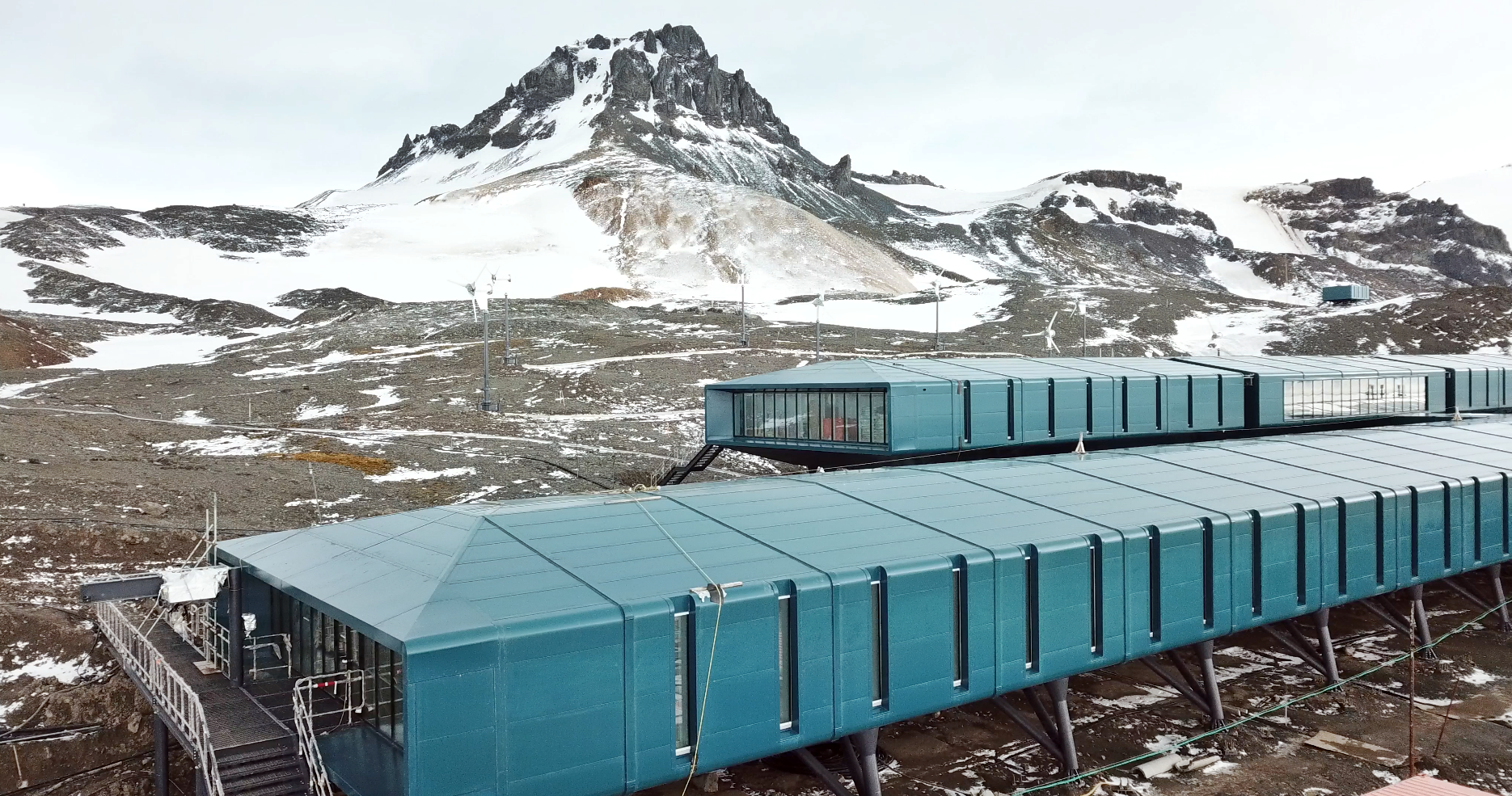
A liberdade de pesquisa científica é um dos pontos do tratado da Antártida. Na foto, a estação antártica brasileira Comandante Ferraz.

As relações internacionais referentes ao continente antártico são reguladas por intermédio do Tratado da Antártida e acordos acessórios. Os dois princípios mais importantes daquele tratado são o uso do continente para fins exclusivamente pacíficos e a postergação das reivindicações territoriais efetuadas por alguns Estados. Este último é de especial relevância, tendo em vista que alguns países haviam, devido à proximidade geográfica ou por motivos históricos, reivindicado partes do continente, embora tais reivindicações não fossem (como ainda não são) reconhecidas pela maioria dos Estados do planeta.
Norteado pelo princípio do uso para fins exclusivamente pacíficos, aquele tratado proíbe a militarização (embora pessoal e equipamentos militares possam ser usados em apoio à pesquisa) e as explosões nucleares no continente, além de estabelecer a liberdade de pesquisa científica.
O acordo dispõe que as observações e os resultados das pesquisas científicas na Antártida sejam intercambiados e livremente disponibilizados, tanto quanto possível.
O tratado prevê a necessidade de preservar e conservar os recursos vivos da Antártida, o que é corroborado por acordos posteriores. O Protocolo ao Tratado da Antártida sobre Proteção ao Meio Ambiente, de 1991, estabelece mecanismos de proteção ambiental do continente e de seus ecossistemas associados. O protocolo proíbe qualquer atividade relacionada com recursos minerais, exceto a de pesquisa científica. A Convenção para a Regulamentação das Atividades sobre Recursos Minerais Antárticos (Madri, 1988) determinava um regime de exploração mineral para o continente, mas sua entrada em vigor parece improvável.

## Ártico
O Oceano Glacial Ártico, bem como águas territoriais e as zonas econômicas exclusivas (ZEE) adjacentes, estão sujeitos ao regime estabelecido na Convenção das Nações Unidas sobre o Direito do Mar (ver seção O Mar). Em consequência, os Estados banhados pelo Oceano Ártico estão limitados à regra das 12 milhas para o mar territorial e das 200 milhas para suas ZEEs. O Polo Norte e a zona circundante são considerados águas internacionais e não pertencem a nenhum Estado.
Anteriormente à Convenção, alguns Estados ribeirinhos do Oceano Glacial utilizavam a "teoria dos setores", formulada pelo canadense Pascal Poirier em 1907,  para reivindicar porções do Oceano Ártico até o Polo Norte, mas sem reconhecimento internacional. Esta teoria consistia em conferir a cada um daqueles Estados a soberania sobre a região compreendida num triângulo que tem por base os respectivos litorais nacionais, por vértice o Polo Norte e cujos lados são meridianos que passam pelo extremos do litoral de cada Estado. 
Em setembro de 1996, Canadá, Dinamarca, EUA, Rússia, Finlândia, Islândia, Noruega e Suécia firmaram a Declaração de Ottawa, por meio da qual criaram o Conselho Ártico, cujo principal propósito é tratar das questões sociais, econômicas e ambientais, relacionadas com o desenvolvimento sustentável da região. Estudos demonstraram que a região possui vastas reservas de petróleo e gás natural que são, contudo, de difícil extração, tendo em vista suas condições climáticas e geográficas.